# Giovanni Battista Nazari
Giovanni Battista Nazari (Treviglio, 21 novembre 1791 – Milano, 6 luglio 1871) è stato un politico italiano del XIX secolo.

## Biografia
Nato in provincia di Bergamo, studiò Diritto all'Università degli Studi di Pavia e partecipò ai primi movimenti del Risorgimento italiano. Dopo la fine del governo austriaco, presiedette il Consiglio di Stato del governo provvisorio della Lombardia, per poi diventare senatore nel 1860. La sua unica opera nota è la sua lettera in risposta a Giuseppe Demongeri sull'uso dei paragrandini. Nazari non si considerava un fisico, ma un appassionato della materia, e fece parte del nutrito gruppo di coloro i quali, tra Sette e Ottocento, si occuparono dei sistemi di prevenzione contro la grandine e contro i fulmini, tra cui Gaetano Melandri Contessi, Alexandre Lapostolle, Le Normand, Giovanni Majocchi, Pietro Molossi, Charles Richardot, Antonio Scaramelli e Alessandro Volta. Gli studi in materia servirono alle compagnie di assicurazione per valutare il rischio da coprire. Un esemplare del suo saggio è conservato presso la Fondazione Mansutti di Milano.

Lettera intorno ai paragrandini, 1824
(Fondazione Mansutti, Milano).